# 1892 w polityce

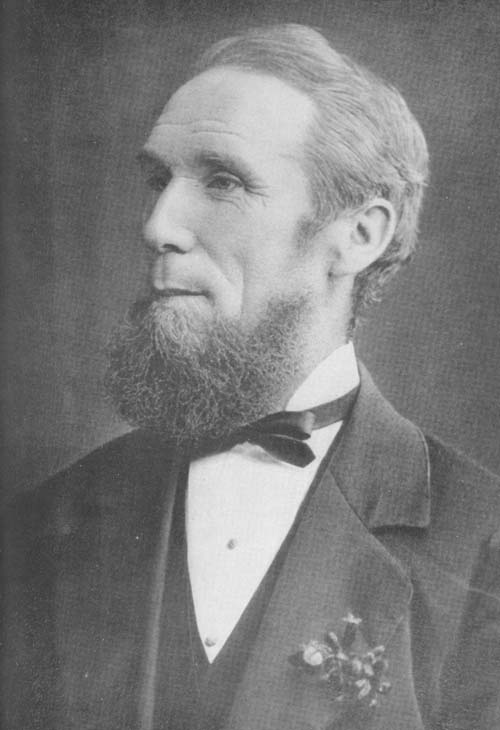
Alexander Mackenzie

Wydarzenia polityczne w 1892 roku.

## Urodzili się
- 18 kwietnia Bolesław Bierut, prezydent Polski[1].

## Zmarli
- 17 kwietnia Alexander Mackenzie, premier Kanady[2].